# Entitat col·lectiva de població
Entitat col·lectiva de població (ECP) és una agrupació d'entitats singulars de població amb personalitat pròpia i un origen marcadament històric per a les quals l'INE i l'IDESCAT hi proporcionen dades de població. Depenent de la normativa vigent, aquestes entitats poden tenir competències de govern. És, per tant, una unitat intermèdia entre el municipi i l'entitat singular de població que existeix en algunes regions d'Espanya. En concret, les províncies espanyoles en les quals existeixen entitats col·lectives són: Àlaba, Almeria, Astúries, Burgos, Cantàbria, La Corunya, Girona, Lleó, Lugo, Múrcia, Navarra, Ourense, Pontevedra i Biscaia.
Aquestes entitats reben tradicionalment diferents denominacions segons les regions, tals com parròquia en Astúries i Galícia, diputació o pedania en zones de Múrcia i Almeria, hermandad, concejo, etc.
En el cas de l'àmbit de Catalunya, País Valencià i Illes Balears, només hi ha 4 municipis amb entitats col·lectives de població, que són precisament antics municipis poc poblats que es van fusionar al darrer terç del segle XX (o en el cas de Sant Salvador de Bianya, agregar). Aquestes ECP no tenen competències de govern, però tenen un reconeixement de caràcter estadístic poblacional.
- Cruïlles, Monells i Sant Sadurní de l'Heura (per fusió dels antics municipis de Cruïlles, Monells i Sant Sadurní de l'Heura el 1974)
- Forallac (per fusió dels antics municipis de Fonteta, Vulpellac i Peratallada el 1975)
- Vall de Bianya (Per agregació de l'antic municipi de Sant Salvador de Bianya el 1969)
- Vall d'en Bas (Per fusió dels antics municipis de Sant Privat d'en Bas, Joanetes, Bas i La Pinya el 1968)

L'IDESCAT i l'INE assignen codis de 13/11 dígits a les ECP.
En el cas de Catalunya, cal no confondre aquest concepte d'Entitat Col·lectiva de Població (de caràcter estadístic) amb les Entitats Municipals Descentralitzades (de caràcter administratiu).